# VV DOS in het seizoen 1968/69
Het seizoen 1968/1969 was het 15e jaar in het bestaan van de Utrechtse betaaldvoetbalclub DOS. De club kwam uit in de Nederlandse Eredivisie en eindigde daarin, na een gewonnen beslissingscompetitie tegen AZ '67 en Volendam, op de 16e plaats. Tevens deed de club mee aan het toernooi om de KNVB Beker, hierin werd in de eerste ronde verloren van SVV (1–6).

## Wedstrijdstatistieken

### Eredivisie
|       | ADO   | Ajax  | AZ '67 | DWS   | Feijenoord | Fortuna SC | Go Ahead | GVAV  | Holland Sport | MVV   | NAC   | N.E.C. | PSV   | Sparta | Telstar | FC Twente '65 | Volendam |
| ----- | ----- | ----- | ------ | ----- | ---------- | ---------- | -------- | ----- | ------------- | ----- | ----- | ------ | ----- | ------ | ------- | ------------- | -------- |
| Thuis | 1 – 1 | 1 – 1 | 1 – 1  | 3 – 2 | 0 – 3      | 1 – 2      | 0 – 4    | 1 – 0 | 4 – 1         | 2 – 2 | 3 – 3 | 0 – 0  | 1 – 1 | 0 – 3  | 2 – 0   | 0 – 5         | 0 – 0    |
| Uit   | 1 – 3 | 7 – 0 | 2 – 3  | 1 – 0 | 2 – 0      | 1 – 3      | 7 – 0    | 3 – 0 | 1 – 1         | 4 – 0 | 1 – 0 | 2 – 1  | 3 – 1 | 2 – 1  | 2 – 1   | 3 – 2         | 3 – 1    |

### Beslissingswedstrijden
| Beslissingswedstrijd                                                                         | AZ '67                     | 1 – 1 (1 – 0)    | DOS                  |
| 7 juni 1969 Plaats: Amsterdam De Meer Toeschouwers: 16.000 Scheidsrechter: Henk van der Veer | Bob van Rijssel 40'        | Wedstrijdverslag | 60' (e.d.) Henk Tijm |
| Beslissingswedstrijd                                                                         | DOS                        | 2 – 1 (0 – 0)    | Volendam             |
| 15 juni 1969 Plaats: Amsterdam De Meer Toeschouwers: 18.000 Scheidsrechter: Arie van Gemert  | George in 't Veld 77', 78' | Wedstrijdverslag | 69' Jan Mühren       |

### KNVB Beker
| 1e ronde                                 | SVV                                                                           | 6 – 1 (2 – 1) | DOS             |
| 14 september 1968 Plaats: Schiedam Harga | Wout van Meeteren 25', 71', 75' Aad Koudijzer 43', 67' (pen.) Ton Pansier 88' |               | 4' Leo van Veen |

### Jaarbeursstedenbeker
| 1e ronde                                      | DOS                                  | 1 – 1 (1 – 0)                      | Dundalk FC             |
| 11 september 1968 Plaats: Utrecht Galgenwaard | Leo van Veen 27'                     | Wedstrijdverslag                   | 74' Derek Stokes       |
| 1e ronde                                      | Dundalk FC                           | 2 – 1 (1 – 1, 1 – 1) Na verlenging | DOS                    |
| 1 oktober 1968 Plaats: Dundalk Oriel Park     | Derek Stokes 8' James Morrissey 109' | Wedstrijdverslag                   | 20' Tonnie Nieuwenhuys |

## Statistieken DOS 1968/1969

### Eindstand DOS in de Nederlandse Eredivisie 1968 / 1969
| Stand | Gespeeld | Gewonnen | Gelijk | Verloren | Punten | Doelpunten voor | Doelpunten tegen |
| ----- | -------- | -------- | ------ | -------- | ------ | --------------- | ---------------- |
| 16e   | 34       | 7        | 9      | 18       | 23     | 37              | 74               |

### Topscorers
| #                 | Naam               | Goal |
| ----------------- | ------------------ | ---- |
| .                 | Wolfram Kaminke    | 9    |
| 2.                | Tonnie Nieuwenhuys | 7    |
| 3.                | Arie Witzand       | 4    |
| 4.                | Matthias Maiwald   | 3    |
| 4.                | Jan van Renswouw   | 3    |
| 4.                | Ed van Stijn       | 3    |
| 4.                | Leo van Veen       | 3    |
| 8.                | George in 't Veld  | 2    |
| 9.                | Rini Block         | 1    |
| 9.                | Johan Plageman     | 1    |
| Onbekend doelpunt |                    |      |
| –                 | Onbekend           | 1    |
| Totaal            | Totaal             | 37   |

| #              | Naam               | Goal |
| -------------- | ------------------ | ---- |
| 1.             | George in 't Veld  | 2    |
| Eigen doelpunt |                    |      |
| –              | Henk Tijm (AZ '67) | 1    |
| Totaal         | Totaal             | 3    |

| #      | Naam         | Goal |
| ------ | ------------ | ---- |
| 1.     | Leo van Veen | 1    |
| Totaal | Totaal       | 1    |

| #      | Naam               | Goal |
| ------ | ------------------ | ---- |
| 1.     | Tonnie Nieuwenhuys | 1    |
| 1.     | Leo van Veen       | 1    |
| Totaal | Totaal             | 2    |